# إيفا مولتينسين
إيفا إليزابيث مولتينسين (بالإنجليزية: Eva Elisabeth Moltesen) المولودة باسم هالستروم (ولدت عام 1871 وتوفيت عام 1934)، هي كاتبة فنلندية دنماركية وناشطة سلام. انتقلت في عام 1896 إلى الدنمارك لتكمل تعليمها، وتزوجت دنماركيًا واستقرت هناك. نشرت أعمالها الأدبية بكلا اللغتين الفنلندية والدنماركية، وقدمت الدنماركية لبلدها الأصلي فنلندا عبر سلسلة من المحاضرات، وأنشأت جمعيةً فنلنديةً في مدينة كوبنهاغن. أنشأت أيضًا قواميس فنلندية–دنماركية ودنماركية–فنلندية. في عام 1915، كانت مولتينسين أحد الأعضاء المؤسسين لسلسلة النساء الدنماركية للسلام، وهي الفرع الدنماركي من اتحاد النساء العالمي للسلام والحرية. وفي عام 1918، كانت مرشحة في الانتخابات الوطنية، ممثلةً عن الحزب الليبرالي الدنماركي، ولكنها لم تُنتخب.

## النشأة والتعليم
ولدت إيفا إليزابيث هالستروم في بلدية جوروينين في فنلندا، وكانت ابنة الصيدلاني فرانس ألغوث هالستروم (1835-1878) وأولغا إليزابيث هاسينيتر نيمان (1843-1912). عندما كانت طفلة صغيرة، انتقلت -بعد أن فقدت والدها وأشقاءها- مع والدتها إلى مدينة هلسنكي، وهناك التحقت بالمدرسة اللاتينية للغة السويدية. وبعد تخطيها امتحانات القبول الجامعي، درست علم الحيوان في جامعة هلسنكي وتخرجت بدرجة ماجستير عام 1894.
في عام 1896، قُبلت في منحة أتاحت لها متابعة تعليمها في الدنمارك في مدرسة أسكوف هوجسكول الثانوية الشعبية. التقت هناك مع مؤرخ الكنيسة لاوست جيفسن مولتسين (1865-1950) الذي أصبح زوجها. تزوجا عام 1898، وولد طفلهما الأول في العام التالي.

## الحياة المهنية
مع أنها تكيفت تمامًا مع أسلوب الحياة الدنماركي، لم تنس أبدًا بلدها الأصلي فنلندا، إذ تحدثت إلى نساء دنماركيات في جميع أنحاء البلاد حول الطريقة التي عومل بها الفنلنديون من قبل الروس. في عام 1904، أسست الجمعية الفنلندية (الرابطة الفنلندية) في كوبنهاغن. من الناحية الأدبية -بعد أن أنجبت طفلها الرابع والأخير عام 1905- نشرت قواميس فنلندية-دنماركية ودنماركية-فنلندية. وفي عام 1910، نشرت «من بساتين كاليفالا»، وهي مجموعة قصصية من التراث الثقافي في فنلندا. عام 1920، أنهت عملًا تاريخيًا قصيرًا باللغة الدنماركية أيضًا يحمل عنوان « فنلندا الفنلندية». نشرت أيضًا أعمالًا ومقالات حول الدنمارك باللغة الفنلندية.
في عام 1915، كانت مولتينسين واحدةً من مؤسسات منظمة السلام الدنماركية (سلسلة المرأة الدنماركية للسلام) مع كل من إيلين هانسن وثورا دوجارد ولويز رايت وكلارا تايبيرج. كانت مرشحة الحزب الليبرالي الدنماركي في انتخابات البرلمان الدنماركي في عام 1918، وتكرر الأمر في عام 1920، ولكنها لم تنتخب.
فُجعت مولتينسين بشدة بوفاة ابنها إريك عام 1926. في نفس العام، أصبح زوجها وزير الخارجية حتى عام 1929. وبعد ذلك، أصبحت ضعيفة كثيرًا، وأمضت معظم وقتها في المنزل. توفيت في جينتوفت في 10 نوفمبر عام 1934، ودُفنت في مقبرة جينتوفت.